# Čadca
Čadca är en stad i norra Slovakien med cirka 27 000 invånare.  
Staden är belägen i den närheten av Žilina och nära gränsen till Polen och Tjeckien. Textil-, maskin- och livsmedelsindustri finns i staden och även ett regionalmuseum /Kysúcké vlastivedné museum/. Staden har utvecklat ett antal gymnasieskolor och erbjuder transportförbindelser genom väg E75 och järnvägar. 